# Micah Kogo
Micah Kemboi Kogo (Burnt Forest, 30 giugno 1986) è un mezzofondista keniota.

## Palmarès
| Anno | Manifestazione  | Sede    | Evento        | Risultato | Prestazione | Note                                     |
| ---- | --------------- | ------- | ------------- | --------- | ----------- | ---------------------------------------- |
| 2008 | Giochi olimpici | Pechino | 10000 m piani | Bronzo    | 27'04"11    |                                          |
| 2009 | Mondiali        | Berlino | 10000 m piani | 7º        | 27'26"33    | Miglior prestazione personale stagionale |

## Altre competizioni internazionali
2003
- Bronzo alla Mezza maratona di Klagenfurt ( Klagenfurt am Wörthersee) - 1h04'33"

2005
- Oro alla Bishop Auckland Castle 10km ( Bishop Auckland) - 28'49"
- Oro alla Benevia Run ( Heinenoord) - 29'15"
- 5º alla Wiezoloop ( Wierden) - 29'50"
- 17º alla Fortis Loopfestijn ( Voorthuizen) - 31'16"
- Argento al Cross de l'Acier ( Leffrinckoucke) - 29'07"

2006
- 6º alla World Athletics Final ( Stoccarda), 5000 m piani - 13'52"51
- Oro alla Zevenheuvelenloop ( Nimega), 15 km - 42'42"
- Oro alla Corrida de Houilles ( Houilles) - 28'16"
- 5º alla Atlanta Peachtree Road Race ( Atlanta) - 28'02"
- Argento al Cross de l'Acier ( Leffrinckoucke) - 19'53"

2007
- Argento alla World Athletics Final ( Stoccarda), 5000 m piani - 13'39"91
- Argento al Reebok Grand Prix ( New York), 5000 m - 13'13"53
- Oro all'Hanžeković Memorial ( Zagabria), 3000 m piani - 7'48"92
- Oro alla Parelloop ( Brunssum) - 27'07"
- Oro alla Great Manchester Run ( Manchester) - 27'24"
- Argento al Giro Media Blenio ( Dongio) - 28'27"
- Oro alla Corrida de Houilles ( Houilles) - 27'56"
- Oro al Cross Zornotza ( Amorebieta-Etxano) - 32'03"
- Bronzo al Cross Ouest-France ( Le Mans) - 26'15"

2008
- Bronzo alla World Athletics Final ( Stoccarda), 5000 m piani - 13'23"37
- 4º alla Dam tot Damloop ( Zaandam), 10 miglia - 46'13"
- Argento alla Parelloop ( Brunssum) - 27'29"
- Oro alla Corrida de Houilles ( Houilles) - 28'04"
- Oro alla London 10,000 ( Londra) - 28'08"

2009
- Argento alla World Athletics Final ( Salonicco), 5000 m piani - 13'29"76
- Bronzo all'ISTAF Berlin ( Berlino), 5000 m piani - 13'01"30
- 8º alla Garry Bjorklund Half Marathon ( Duluth) - 1h07'25"
- 4º alla Dam tot Damloop ( Zaandam), 10 miglia - 45'41"
- Oro alla Parelloop ( Brunssum) - 27'01"
- Argento al Memorial Peppe Greco ( Scicli) - 29'02"
- Oro alla Great Edinburgh Run ( Edimburgo) - 28'13"
- Oro al Cross Ouest-France ( Le Mans) - 26'18"

2010
- 11º alla Abu Dhabi Zayed International Half-Marathon ( Abu Dhabi) - 1h01'30"
- Argento alla Parelloop ( Brunssum) - 27'35"
- 6º al Memorial Peppe Greco ( Scicli) - 29'35"
- Argento alla Corrida Pédestre Internationale de Houilles ( Houilles) - 27'48"
- Oro alla Laredo 10 km ( Laredo) - 27'29"
- 4º alla Berlin ASICS Grand 10 ( Berlino) - 28'24"
- Argento alla London BUPA 10K ( Londra) - 27'49"
- Oro alla Bitburger-Silvesterlauf ( Treviri), 8 km - 22'56"

2011
- 4º alla Great North Run ( Newcastle upon Tyne) - 1h00'03"
- Oro alla Parelloop ( Brunssum) - 27'15"
- 4º alla Corrida Pédestre Internationale de Houilles ( Houilles) - 28'26"
- Oro alla Great Yorkshire Run ( Sheffield) - 28'45"
- Argento alla New York Healthy Kidney 10K ( New York) - 27'45"
- Oro alla Cape Elizabeth Beach to Beacon ( Cape Elizabeth) - 27'47"
- 16º alla Bangalore Sunfeast World 10K ( Bangalore) - 29'46"
- 4º al Campaccio ( San Giorgio su Legnano) - 28'53"
- Argento al Cross Internacional Juan Muguerza ( Elgoibar) - 32'14"

2012
- Argento alla Great North Run ( Newcastle upon Tyne) - 59'07"
- Oro alla Birmingham BUPA Great Half Marathon ( Birmingham) - 1h00'17"
- Argento alla Corrida Pédestre Internationale de Houilles ( Houilles) - 28'23"
- Argento alla Atlanta Peachtree Road Race ( Atlanta) - 27'49"
- 4º alla San Juan World's Best 10K ( San Juan) - 28'17"

2013
- Argento alla Maratona di Boston ( Boston) - 2h10'27"
- 4º alla Maratona di Chicago ( Chicago) - 2h06'56"
- Argento alla Corrida Pédestre Internationale de Houilles ( Houilles) - 28'06"
- Oro alla Cape Elizabeth Beach to Beacon ( Cape Elizabeth) - 28'04"

2014
- 16º alla Maratona di Boston ( Boston) - 2h17'12"
- 14º alla Maratona di New York ( New York) - 2h18'36"
- 6º alla Ras Al Khaimah International Half Marathon ( Ras al-Khaima) - 59'49"
- 7º alla Corrida Pédestre Internationale de Houilles ( Houilles) - 28'53"
- 5º alla Cape Elizabeth Beach to Beacon ( Cape Elizabeth) - 28'15"

2015
- 10º alla Maratona di Francoforte ( Francoforte sul Meno) - 2h10'24"
- 7º alla Maratona di Amburgo ( Amburgo) - 2h10'37"
- 4º alla Jackie Mekler ( Pretoria), 25 km - 1h26'44"
- Argento alla Mezza maratona di Lisbona ( Lisbona) - 59'33"
- 4º alla Corrida Pédestre Internationale de Houilles ( Houilles) - 28'30"
- 4º alla Bangalore TCS World 10K ( Bangalore) - 28'29"
- 5º alla Cape Elizabeth Beach to Beacon ( Cape Elizabeth) - 29'08"
- Bronzo alla Trier Silvesterlauf ( Treviri), 8 km - 23'02"

2016
- 18º alla Maratona di Chicago ( Chicago) - 2h20'03"
- 4º alla Maratona di Parigi ( Parigi) - 2h08'23"
- 12º alla Ras Al Khaimah International Half Marathon ( Ras al-Khaima) - 1h02'23"
- 5º alla Cape Elizabeth Beach to Beacon ( Cape Elizabeth) - 28'58"

2017
- 10º alla Maratona di Parigi ( Parigi) - 2h10'03"
- 14º alla Maratona di Istanbul ( Istanbul) - 2h16'30"

2018
- 19º alla Maratona di Parigi ( Parigi) - 2h15'40"
- 10º alla Singapore Standard Chartered Marathon ( Singapore) - 2h22'34"

2019
- 19º alla Mezza maratona di Lisbona ( Lisbona) - 1h01'37"
- Argento alla Great Scottish Half Marathon ( Glasgow) - 1h02'28"